# Mosebenzi Zwane
Mosebenzi Joseph Zwane (* in Vrede, Oranje-Freistaat) ist ein südafrikanischer Politiker des African National Congress (ANC), der von 2015 bis 2018 Minister für Mineralische Rohstoffe war.

## Leben
Zwane begann seine politische Laufbahn Anfang der 1980er Jahre im Jugendverband des ANC (ANC Youth League) in Thembelihle und trat dort auch dem ANC als Mitglied bei. Zugleich war er Anfang der 1990er Jahre als Mitglied des Exekutivkomitees des ANC in Frankfort und erster Sekretär des ANC von Thabo Mofutsanyana. Er absolvierte ein Lehramtsstudium am South African Teachers College in Pretoria und war danach als Lehrer tätig. Ferner studierte er Handelsbetriebslehre an der Universität von Südafrika (UNISA), das er mit einem Bachelor of Commerce (B.Comm.) beendete, sowie einen Studiengang für kommunale Entwicklungsverwaltung an der Universität Pretoria, welches er mit einem Zertifikat abschloss. Später wurde er Mitglied des Exekutivkomitees von Thabo Mofutsanyana, deren Vorsitzender er seit 2006 ist.
Am 21. Mai 2014 wurde Zwane Mitglied der Provinzialversammlung (Provincial Legislature) der Provinz Freistaat und war zeitweilig als Member of the Executive Council Minister für Landwirtschaft, ländliche Entwicklung, Tourismus und Umwelt in der Provinzregierung von Premierminister Elias Sekgobelo Magashule. Am 2. September 2015 wurde er Mitglied der Nationalversammlung, in der er den Wahlkreis Welkom vertritt. Während seiner Parlamentszugehörigkeit war er zwischen dem 17. und 22. September 2015 kurzzeitig sowohl Mitglied des Ausschusses für die Entwicklung von Kleinunternehmen sowie des Ausschusses für Landwirtschaft, Forsten und Fischerei.
Zwane übernahm am 23. September 2015 im zweiten Kabinett von Präsident Jacob Zuma als Nachfolger von Ngoako Ramatlhodi das Amt als Minister für Mineralische Ressourcen (Minister of Mineral Resources), wobei diese Ernennung mutmaßlich von der Gupta-Familie gefördert wurde. Mit der Bildung des Kabinetts Ramaphosa I im Februar 2018 verlor Zwane sein Ministeramt, das Gwede Mantashe übernahm.